# معهد كينسي للبحث في الجنس والنوع الاجتماعي والتكاثر
كان معهد كينسي للبحث عن الجنس والنوع الاجتماعي والتكاثر ويُعرف باسمه المختصر معهد كينسي منظمة مستقلة غير ربحية حتى 2016 حين أصبح المعهد تابعاً لجامعة إنديانا، ويُعتبر هذا الانضمام «إلغاء كامل عقد التأسيس المستقل من عام 1947.» أُسِسَ معهد كينسي في مدينة بلومنغتون بولاية إنديانا الأمريكية. تقع مهمة ورسالة المعهد في «النهوض بالصحة الجنسية والمعرفة الجنسية في جميع أنحاء العالم.» يركز المعهد على مجال الأبحاث الأكاديمية وتأهيل الطلاب وتقديم خدمات المعلومات وحفظ الكتب والوثائق في مكتبته وأرشيفه.  كان ألفريد كينسي مؤسس المعهد (والذي يحمل اسمه) عالم جنس مثيراً للجدل في عصره بسبب الخلاف عن علم الجنس. تتولى سي سو كارتير إدارة المعهد منذ عام 2014.

## تاريخ المعهد

### تشكيله
معهد كينسي مبني على الأبحاث العلمية التي أجراها عالم الجنس ألفريد سي كينسني. كما كان كينسي باحثاً في علم الحشرات في قسم علم الحياة بجامعة إنديانا.  أُسِسَ المعهد عام 1947 وكان يحمل آنذاك اسمه الأصلي «معهد للبحث عن الجنس.» كان رئيس الجامعة هيرمان بي ويلس موافقاً على أهداف المعهد، وقبِلَ كينسي الدعم المالي من مؤسسة روكفيلر من أجل تأسيس المعهد. أُنشئ المعهد لحفظ المواد البحثية من الأبحاث العملية التي أجراها كينسي وزملاءه.
كان ألفريد كينسي مدير المؤسس خلال الفترة من عام 1947 حتى وفاته عام 1956. وتوالى على إدارة المعهد حتى اليوم ستة مدراء: ألفريد كينسي (1947-1956)، بول جيبهارد (1956-1982)، جوان راينيش (1982-1993)، ستيفاني سانديرس (مديرة مؤقتة: 1993-1995)، جان بانكروفت (1994-2004)، جوليا هايمان (2004-2014)، وسي جوليا كارتير (المديرة الحالية).

### عهد كينسي (1947–1956)
نشر كينسي وزملاءه بعد تأسيس المعهد كتاباً حقق شعبية كبيرة عام 1948 تحت عنوان «السلوك ذكر الإنسان الجنسي» ونُشر النظير لهذا الكتاب تحت عنوان «سلوك أثنى الإنسان الجنسي» عام 1953. وأصبح هذان كتابان معروفان باسمهما الشهير «تقريران كينسي.»
صادرت دائرة الجمارك الأمريكية عام 1950 مواداً مرسلة إلى المعهد مما أدى إلى رفع دعوى قضائية باسم «الولايات المتحدة ضد 31 صور» كنتيجة لهذا الإجراء. استمرت عملية الدعوة القضائية حتى بعد وفاة كينسي، ولكن استطاع المعهد في نهاية المطاف الفوز بالقضية في المحكمة عام 1957. بعد الفوز بالقضية وصدور قرار المحكمة، أصبح المعهد وغيرها من الهيئات والمنظمات المماثلة استيراد المواد الجنسية لاستخدامها لغرض البحث العلمي الأكاديمي.

### عهد بول جيبهارد (1956-1982)
تولى بول جيبهارد منصب إدارة المعهد بعد وفاة كينسي، وواصل المعهد تحت قيادته مشاريع البحث الني كانت تُستند إلى المقابلات وفي عصر جيبهارد نشر المعهد عملاً بعنوان «حمل وولادة وإجهاض» و «مرتكبي جرائم الجنس: تحليل أنواعهم».  نُشرت أيضا في هذا الفترة عمل «مكرز الاصطلاح الجنسي» للكاتبة: جوان بروكس وعمل «مثليات: دراسة عن التنوع وسط النساء والرجال» للكاتبان: آلان بيل ومارتين واينبيرغ (بالإنجليزية: Homosexualities: A Study of Diversity Among Men and Women). ونشر جيبهارد وجونسون «بيانات كينسي» كرد على نقد الموجه إلى موضوعية كينسي. وفي هذا الفترة بدّل المعهد اسمه ليصبح «معهد كينسي»، وذلك في عام 1981 تكريماً وتخليداً لذكرى كينسي.

## المكتبة والأرشيف والفن في معهد كينسي
يُعتبر معهد كينسي من أكبر المكتبات المتخصصة في مجال علم الجنس. طوَّر كينسي مكتبته الشخصية عن أبحاثه التي أجراها في موضوع الجنس جتى «باعه» للمعهد بدولار واحد لحفظ المواد في مكتبته. لا يتلقى المعهد دعماً مالياً من الحكومة لشراء الكتب والمواد الأخرى اللازمة، بل يستخدم المعهد الأموال التي يحصل عليها من بيع الكتب التي ينشرونها.